# La 8.ª noche
La 8.ª noche (en hangul, 제8일의 밤; romanización revisada, Je8ileui Bam, en inglés, The 8th Night) es una película de suspense y misterio surcoreana de 2021 dirigida por Kim Tae-hyoung para Gom Pictures. Protagonizada por Lee Sung-min, Park Hae-joon, Kim Yoo-jung y Nam Da-reum, la película trata sobre la lucha de un exorcista para detener la resurrección de los dos seres misteriosos que atormentaron a los humanos y que fueron encerrados en dos cofres por 2500 años. La película se estrenó en la plataforma Netflix el 2 de julio de 2021.

## Argumento
Un hombre, que antes fue exorcista, sufre hasta que se enfrenta a un demonio que es liberado. La noche existe entre lo real y lo irreal, ¡comenzó su lucha para detener la resurrección del demonio! 

Hace unos dos milenios y medio, un monstruo deambulaba libremente que tenía planeado crear sufrimiento por toda la eternidad. Incapaz de matarlo, el Buda finalmente logró detener al monstruo sacándole los ojos (uno negro, otro rojo). El ojo rojo, sin embargo, no fue capturado sin una pelea. Siguió siete «escalones», es decir, seres humanos que utilizó como puente para alcanzar la humanidad, siendo el último la Virgen Chamán. Cuando el Buda pudo detener el ojo rojo, lo colocó junto con el negro en un cofre Śarīra diferente. A un ojo lo enterró en las montañas del Lejano Oriente, y al otro lo enterró en los desiertos del Lejano Oeste, con el fin de que jamás vuelvan a reunirse y hagan renacer al monstruo.
Sin embargo, unos siglos después, un profesor desgraciado (Choi Jin-ho) jura encontrar y despertar el ojo rojo del monstruo y dar a entender que el mito budista es real. Monk Ha-jung (Lee Eol), el protector de uno de los cofres, se da cuenta de que el ojo rojo se ha vuelto a despertar. Le encarga al monje Chung-seok (Nam Da-reum) que busque a Park Jin-soo (Lee Sung-min), un trabajador de la construcción y monje desterrado que nació para detener la reunificación de los ojos. Los dos, junto con el detective Kim Ho-tae (Park Hae-joon), que está trabajando en el caso de los extraños cadáveres que el ojo rojo deja a su paso, comienzan la búsqueda para encontrar a la virgen chamán y evitan que el ojo entre en ella como último escalón, y despertar al monstruo para causar estragos en la tierra.

## Reparto
- Lee Sung-min como Park Jin-soo, el guardián.[5]
- Park Hae-joon como Kim Ho-tae, un detective de homicidios.[6]
- Kim Yoo-jung como Ae-ran, una chica con un secreto.[7]
- Nam Da-reum como Cheong-seok.[8]
- Choi Jin-ho como el profesor Kim Joon-cheol.
- Lee Eol como Ha-jeong.
- Kim Han-sol como un repartidor.
- Park Se-hyun como una chica de secundaria.[9]
- Baek Seung-cheol como Park Soo-jung.

## Producción

### Casting
En mayo de 2019, se dio a conocer que Lee Sung-min, Park Hae-joon, Kim Yoo-jung, y Nam Da-reum estarían en la película. Posteriormente, Lee Eul y Choi Jin-ho se unieron al reparto.

### Rodaje
El rodaje empezó el 19 de mayo de 2019 y terminó el 26 de septiembre de 2019. La película se rodó en Suwon, Incheon, Paju, Daejeon, Daegu, Yeongyang-gun y Kazajistán. Estaba programado para estrenarse en 2020, pero se pospuso debido a la pandemia de la COVID-19.

## Recepción
En el sitio agregador de reseñas Rotten Tomatoes, que categoriza reseñas como positivas o negativas, el 63% de 8 reseñas son positivas, con una calificación promedio de 5.60/10.
Sarah Musnicky, escribiendo en Nightmarish Conjurings, lo calificó con 4.5 de 5 estrellas y escribió que el guion es 'increíblemente prensado' ya que mantuvo a la audiencia adivinando. Ella opinó: «El guion ayuda a elevar la historia más allá de un escenario común de «salvar el día»». Musnicky también elogió las interpretaciones del elenco porque, en su opinión, eso realmente ayudó al desarrollo de los personajes. Elogiando el maquillaje de efectos y los efectos visuales, escribió: «Y es en esa simplicidad que creo que realmente lucieron los equipos de maquillaje y efectos visuales». Al terminar la reseña, Musnicky expresó: «En total, La 8.ª noche es una fuerte candidata para una de mis películas favoritas de 2021».
Johnny Loftus, escribiendo para Decider, elogió la interpretación de Nam Da-reum. Él opinó que La 8.ª noche, fue una película bien hecha que evita los «grandes sustos» y las «escenas de salto» para una yuxtaposición «suficientemente espeluznante» de lo sobrenatural y lo mundano. Al finalizar su artículo, escribió: «Una película diferente podría abrir la puerta del infierno con un poco más de talento, pero La 8.ª noche sigue impulsando su concepto central con notas delicadas de carácter y misterio del mundo espiritual».
Para JumpCut Online, Nguyen Le opinó que la película tiene «el estilo, los sustos y la vista para precisar corrientes más profundas» a pesar de tener un ritmo demasiado rápido y un trabajo promedio de subtitulado en inglés que puede causar que se pierdan detalles. Concluyó su reseña de 3.5 sobre 5 diciendo que esta es una película a la que «debes dedicarle al menos una vez, darle la hora del día».
Escribiendo para Culture Mix, Carla Hay opinó que La 8.ª noche tiene una cinematografía y efectos visuales novedosos que hacen de la película una película de terror por encima del promedio. Hay escribió que la película con un argumento sólido superó la decoración sobre las escenas de contenido, y los giros sorprendentes y de suspenso compensaron el clímax complicado de la película. Al concluir la reseña, Hay dijo: «La 8.ª noche tiene suficiente misterio y horror cautivadores que el público, confundido o no, no se aburra fácilmente al ver esta película».